# Кошкино (Заокский район)
Ко́шкино — деревня в Заокском районе Тульской области России.
В рамках административно-территориального устройства входит в Страховский сельский округ Заокского района, в рамках организации местного самоуправления включается в Страховское сельское поселение.

## География
Расположена в 105 км от МКАД по Симферопольскому шоссе.
В окрестностях деревни находятся сосновый лес, река Ока протекает в 2,5 км, В 11 км от деревни расположен районный центр — посёлок городского типа Заокский и станция Тарусская Курского направления МЖД.

## История
Село Кошкино известно по крайней мере с XVIII века. Этимология названия села достоверно не известна. В 1733 году селом владели «подполковник Иван Медведев с прочими», в нём насчитывалось 154 души мужского пола.
На 1812 год селом владел командир первого батальона четвертого пешего казачьего полка Тульского ополчения, майор, помещик, Матвей Иванович Золотухин.
На 1857 год Кошкино — село при пруде и колодцах, в нём насчитывалось 132 крестьянина.
В 1859 году в селе насчитывалось 22 двора, мужчин —105, женщин — 116.
Николаевский приход села Кошкино состоящий в 1895 году из 145 душ обоих полов был приписан к Знаменскому приходу с. Страхово. Храм в честь Николая Чудотворца в селе ветхий, деревянный, построен в 1763 году, неизвестно кем и на какие средства.
В Кошкине находилось имение московкого городского архитектора П.А.Ушакова с деревянным домом, построенным по его проекту (имение уничтожено в 1918 году).
В 1940-х годах в Кошкино было 37 дворов.

## Население
| 1859 | 2002 | 2010 |
| ---- | ---- | ---- |
| 221  | ↘17  | ↗123 |

## Инфраструктура
В Кошкино есть две улицы — Колхозная и Садовая. Остальные не имеют официального названия.
Ближайшая автобусная остановка находится в деревне Страхово, в 2-х километров от деревни.
В деревне есть местный телефон, интернет, электричество. Газификация планируется в 2017—2020 г.
На окраине деревни есть кладбище, рядом с ним — липы, высаженные в форме круга. В центре этого круга раньше располагался храм XVII века. Был взорван, затем разобран в 1918 г.

## Топографические карты
- Лист карты N-37-39 Серпухов. Масштаб: 1 : 100 000. Состояние местности на 1982 год. Издание 1984 г.
- Лист карты N-37-VIII. Масштаб: 1 : 200 000. Указать дату выпуска/состояния местности.